# Danny the Dog (banda sonora)
Danny the Dog es el título de la banda sonora del grupo Massive Attack para la película homónima dirigida por Louis Leterrier.
Fue presentado en 2004 para Virgin Records. No incluye la canción "Aftersun" con voz de Dot Allison que apareció en los créditos del final de la película.

## Lista de canciones
1. "Opening Title" – 1:10
2. "Atta Boy" - 1:29
3. "P is for Piano" - 1:57
4. "Simple Rules" - 1:21
5. "Polaroid Girl" - 3:00
6. "Sam" - 3:08
7. "One Thought at a Time" - 4:23
8. "Confused Images" - 1:59
9. "Red Light Means Go" - 2:05
10. "Collar Stays On" - 1:51
11. "You've Never Had a Dream" - 2:46
12. "Right Way to Hold a Spoon" - 3:19
13. "Everybody's Got a Family" - 1:29
14. "Two Rocks and a Cup of Water" - 2:33
15. "Sweet Is Good" - 1:34
16. "Montage" - 1:55
17. "Everything About You Is New" - 2:26
18. "The Dog Obeys" - 2:20
19. "Danny the Dog" - 5:53
20. "I Am Home" - 4:14
21. "The Academy" - 1:45
22. "Aftersun": MASSIVE ATTACK ft DOT ALLISON - 7:02...

### Bonus tracks
En 2005 Virgin publicó una nueva versión del álbum, llamado Unleashed con dos bonus tracks.
- "Baby Boy" – 3:28 (Thea)
- "Unleash Me" – 2:36 (The RZA Feat. Prodigal Son & Christbearer of Northstar)